# Cortes de Castilla-La Mancha
Las Cortes de Castilla-La Mancha son el órgano legislativo de la comunidad autónoma española de Castilla-La Mancha, cuya sede se encuentra en el antiguo convento de San Gil, situado en la calle Bajada del Calvario de la ciudad de Toledo.
Las Cortes de Castilla-La Mancha son uno de tres órganos que conforman la Junta de Comunidades de Castilla-La Mancha, junto con el Consejo de Gobierno y la Presidencia de la Junta de Comunidades. Actualmente están formadas por 33 diputados representantes de las cinco provincias que conforman la Comunidad. El 42,5 % de los diputados son mujeres.

## Historia

### Composiciones históricas

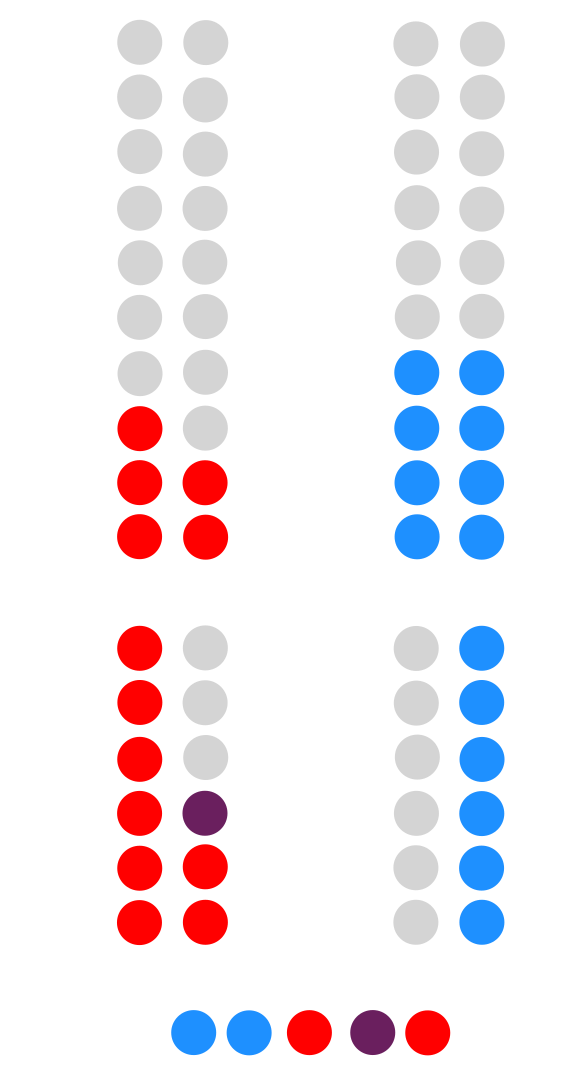
2015-2019
2019-2023
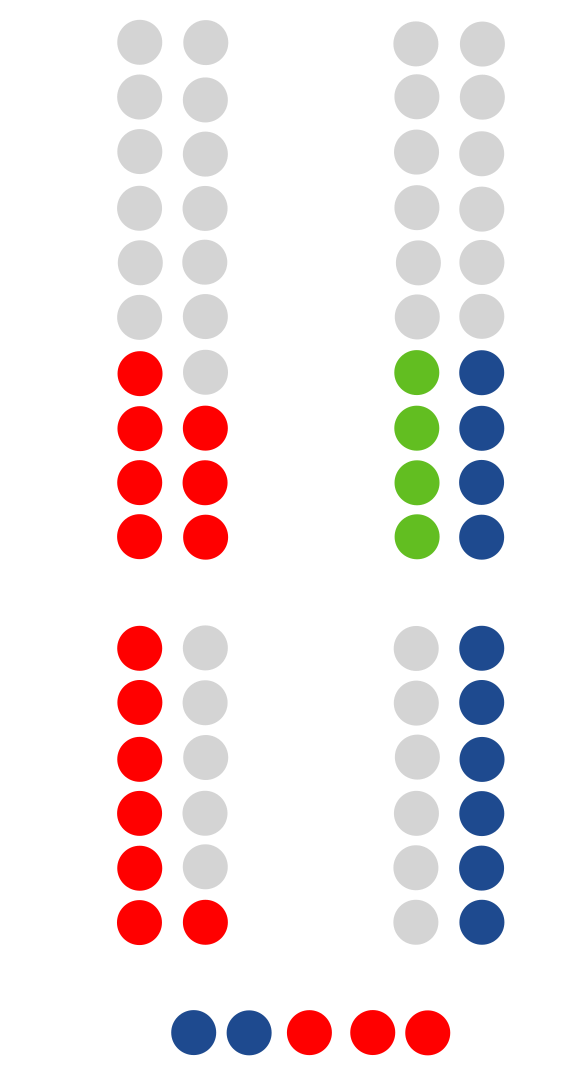
2023-act.

## Posición estatutaria

### Asignación de escaños
De acuerdo con la Ley 4/2014, de 21 de julio, de reforma de la Ley 5/1986, de 23 de diciembre, Electoral de Castilla-La Mancha las Cortes de Castilla-La Mancha están compuestas por 33 diputados. Estos son elegidos por las cinco circunscripciones electorales castellano-manchegas que, a su vez, corresponde con las cinco provincias de la comunidad autónoma. Cada una de ellas elige a un número diferente de diputados. A cada provincia le corresponde un mínimo inicial de 3 Diputados. Los 18 Diputados restantes se distribuyen entre las provincias en proporción a su población, conforme al siguiente procedimiento:
1. Se obtienen una cuota de reparto resultante de dividir por 18 la cifra total de la población de derecho de las cinco provincias de Castilla-La Mancha.
2. Se adjudican a cada provincia tantos Diputados como resulte, en números enteros, de dividir la población de derecho provincial por la cuota de reparto.
3. Los Diputados restantes se distribuyen asignando uno a cada una de las provincias cuyo cociente, obtenido conforme al apartado anterior tenga una fracción decimal mayor.

Por tanto, el Decreto de convocatoria debe especificar el número de Diputados a elegir en cada circunscripción, de acuerdo con lo dispuesto anteriormente. Desde los comicios celebrados (24 de mayo de 2015) la distribución de escaños se produce de la siguiente forma:
- Provincia de Albacete: 7 diputados
- Provincia de Ciudad Real: 7 diputados
- Provincia de Cuenca: 5 diputados
- Provincia de Guadalajara: 5 diputados
- Provincia de Toledo: 9 diputados

### Funciones de la Cámara
Según los artículos 9 y 11 (Capítulo Primero del Título Primero) del Estatuto de Autonomía de Castilla-La Mancha, las funciones de las Cortes de Castilla-La Mancha son las siguientes:
1. Fijar su presupuesto.
2. Elegir de entre sus miembros un Presidente y los demás componentes de su Mesa.
3. Ejercer la potestad legislativa de la Región; las Cortes de Castilla-La Mancha sólo podrán delegar esta potestad en el Consejo de Gobierno, en los términos que establecen los artículos 82, 83 y 84 de la Constitución, para el supuesto de la delegación legislativa de las Cortes Generales al Gobierno de la Nación y en el marco de lo establecido en el presente Estatuto.
4. Controlar la acción ejecutiva del Consejo de Gobierno, aprobar los presupuestos y ejercer las otras competencias que le sean atribuidas por la Constitución, por el presente Estatuto y por las demás normas del ordenamiento jurídico.
5. Establecer y exigir tributos de acuerdo con la Constitución, el presente Estatuto y las correspondientes leyes del Estado.
6. Aprobar los convenios que acuerde el Consejo de Gobierno con otras Comunidades Autónomas en los términos establecidos por el apartado 2 del artículo 145 de la Constitución.
7. Designar para cada Legislatura de las Cortes de Castilla-La Mancha, atendiendo a criterios de proporcionalidad, a los Senadores representantes de la comunidad autónoma de acuerdo con lo previsto en el artículo 69, apartado 5 de la Constitución.
8. Elegir, de entre sus miembros, al Presidente de la Junta de Comunidades que lo será de su Consejo de Gobierno, en la forma prevista en el presente Estatuto.
9. Exigir, en su caso, responsabilidad política al Consejo de Gobierno y a su Presidente en los términos establecidos por el presente Estatuto.
10. Solicitar del Gobierno de la Nación la aprobación de proyectos de ley y presentar ante la Mesa del Congreso de los Diputados proposiciones de ley.
11. Interponer recursos de inconstitucionalidad y personarse ante el Tribunal Constitucional en los supuestos y en los términos previstos en la Constitución y en la Ley Orgánica del Tribunal Constitucional.
12. Examinar y aprobar las cuentas generales de la Junta de Comunidades sin perjuicio de las funciones que correspondan al Tribunal de Cuentas.

## Sede

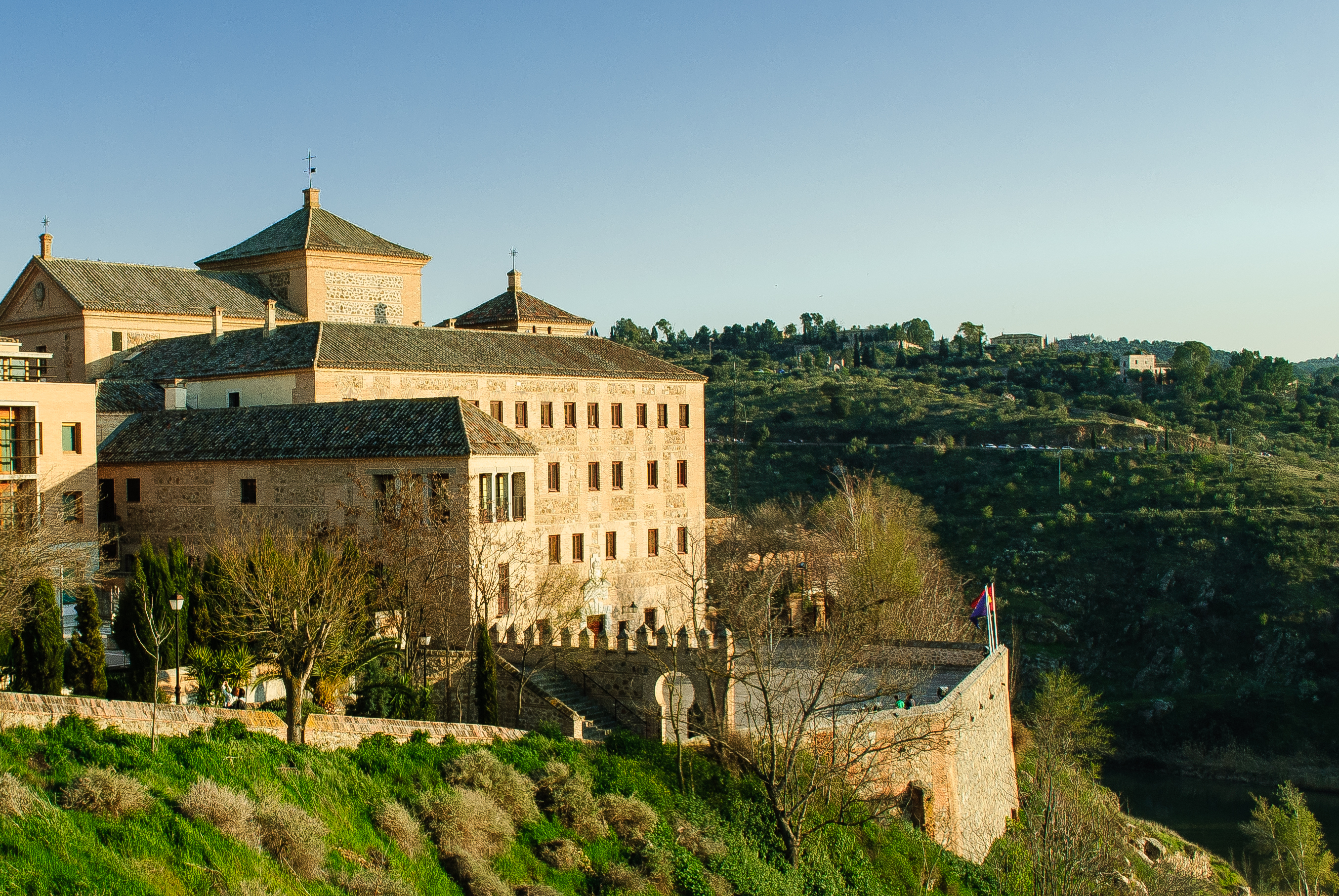
Convento de San Gil

La sede de las Cortes se encuentra en el antiguo convento de San Gil, en la ciudad de Toledo.

## Composición
Las Cortes de Castilla-La Mancha constituyen el poder legislativo de la Junta de Comunidades de Castilla-La Mancha, donde reside la voluntad popular a través de los diputados elegidos por sufragio universal, igual, libre, directo y secreto. Según el Estatuto de Autonomía, sus miembros son elegidos por un plazo de cuatro años mediante que debe a la vez resultar proporcional y asegurar la representación de las diversas zonas del territorio de la Región. En su recientemente reformado artículo 10, señala que estarán formadas por entre 25 y 35 diputados y que estos serán elegidos en circunscripciones provinciales en los términos que establezca una ley electoral aprobada por las Cortes autonómicas.
El mismo artículo 10 también expone que las elecciones serán convocadas por el Presidente de la Junta de Comunidades, en los términos previstos por la Ley que regule el Régimen Electoral General, de manera que se realicen el cuarto domingo de mayo cada cuatro años, a diferencia de las comunidades autónomas de País Vasco, Cataluña, Comunidad Valenciana, Aragón, Galicia y Andalucía cuyo presidente tiene la potestad de convocar elecciones en cualquier momento.
La mencionada Ley electoral autonómica, modificada a raíz de la reforma estatutaria antes mencionada, establece que la Cámara estará compuesta por 33 diputados repartidos de tal forma que cada provincia recibe tres diputados más la parte, proporcional a su población, que le corresponda de los 18 restantes. Dicha reforma electoral, tanto en su vertiente estatutaria como en la de ley ordinaria, ha sido duramente criticada por la oposición, que ha presentado sendos recursos de inconstitucionalidad ante el Tribunal Constitucional pidiendo que se anule la reducción del número de diputados. También fue controvertida durante la pasada legislatura una reforma del Reglamento de las Cortes en 2012 dirigida a eliminar los sueldos fijos de los diputados, igualmente recurrida por la oposición ante el Tribunal Constitucional. Todos estos recursos han sido rechazados por este órgano, declarando acordes a la Constitución las modificaciones. La siguiente tabla desglosa el reparto de diputados por provincias según las leyes electorales recientes:
| Ley electoral                                       | Tipo de reparto           | Diputados | Diputados | Tamaño de las circunscripciones | Tamaño de las circunscripciones | Tamaño de las circunscripciones | Tamaño de las circunscripciones | Tamaño de las circunscripciones |
| Ley electoral                                       | Tipo de reparto           | Rango EA  | Ley       | Albacete                        | Ciudad Real                     | Cuenca                          | Guadalajara                     | Toledo                          |
| --------------------------------------------------- | ------------------------- | --------- | --------- | ------------------------------- | ------------------------------- | ------------------------------- | ------------------------------- | ------------------------------- |
| Ley de 2007, empleada para las elecciones de 2011   | Fijo                      | 47–59     | 49        | 10                              | 11                              | 8                               | 8                               | 12                              |
| Ley de 2012, última previa a la reforma estatutaria | Fijo                      | 47–59     | 53        | 10                              | 12                              | 9                               | 9                               | 13                              |
| Ley de 2014, vigente tras la reforma estatutaria    | 15 fijos + 18 prop. pobl. | 25–35     | 33        | 3+3 = 6                         | 3+5 = 8                         | 3+2 = 5                         | 3+2 = 5                         | 3+6 = 9                         |

## Presidencia de las Cortes de Castilla-La Mancha

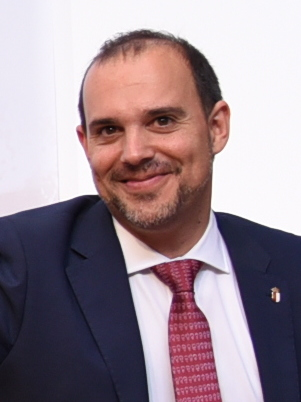
Pablo Bellido, actual presidente de las Cortes de Castilla-La Mancha

| Legislatura      | Presidente/a                       | Presidente/a                      | Partido   | Inicio de mandato   | Fin de mandato      | Circunscripción |
| ---------------- | ---------------------------------- | --------------------------------- | --------- | ------------------- | ------------------- | --------------- |
| I legislatura    |                                    | Francisco Javier de Irízar Ortega | PSCM-PSOE | 31 de mayo de 1983  | 2 de julio de 1987  | Guadalajara     |
| II legislatura   | José Manuel Martínez Cenzano       | 2 de julio de 1987                | PSCM-PSOE | 18 de junio de 1991 | Cuenca              |                 |
| III legislatura  | José María Barreda Fontes          | 18 de junio de 1991               | PSCM-PSOE | 21 de junio de 1995 | Ciudad Real         |                 |
| IV legislatura   | José María Barreda Fontes          | 21 de junio de 1995               | PSCM-PSOE | 8 de julio de 1997  | Ciudad Real         |                 |
| IV legislatura   | María del Carmen Blázquez Martínez | 8 de julio de 1997                | PSCM-PSOE | 7 de julio de 1999  | Toledo              |                 |
| V legislatura    | Antonio Marco Martínez             | 7 de julio de 1999                | PSCM-PSOE | 17 de junio de 2003 | Guadalajara         |                 |
| VI legislatura   | Fernando López Carrasco            | 17 de junio de 2003               | PSCM-PSOE | 19 de junio de 2007 | Albacete            |                 |
| VII legislatura  | Francisco Pardo Piqueras           | 19 de junio de 2007               | PSCM-PSOE | 16 de junio de 2011 | Albacete            |                 |
| VIII legislatura |                                    | Vicente Tirado Ochoa              | PP-CLM    | 16 de junio de 2011 | 18 de junio de 2015 | Toledo          |
| IX legislatura   |                                    | Gregorio Jesús Fernández Vaquero  | PSCM-PSOE | 18 de junio de 2015 | 19 de junio de 2019 | Toledo          |
| X legislatura    | Pablo Bellido Acevedo              | 19 de junio de 2019               | PSCM-PSOE | 22 de junio de 2023 | Guadalajara         |                 |
| XI legislatura   | Pablo Bellido Acevedo              | 22 de junio de 2023               | PSCM-PSOE | En el Cargo         | Guadalajara         |                 |

## Composición de las Cortes en la XI Legislatura

### Resultado electoral
En las elecciones a las Cortes de Castilla-La Mancha de 2023, celebradas el domingo 28 de mayo, el Partido Socialista de Castilla-La Mancha ganó las elecciones, quedando el Partido Popular de Castilla-La Mancha en segundo lugar y Vox en tercer lugar. El dato más destacable de la jornada electoral fue la irrupción de Vox con 4 diputados y la desaparición de Ciudadanos. De este modo, los resultados en las elecciones fueron los siguientes:
| Elecciones a las Cortes de Castilla-La Mancha de 2023 |                                          |                      |         |         |           |           |
| Partido político                                      | Partido político                         | Candidato            | Votos   | Votos   | Diputados | Diputados |
|                                                       | Partido Socialista de Castilla-La Mancha | Emiliano García-Page | 490 288 | 45,04 % | 17        | 2         |
|                                                       | Partido Popular de Castilla-La Mancha    | Francisco Núñez      | 366 312 | 35,65 % | 12        | 2         |
|                                                       | Vox                                      | David Moreno         | 139 607 | 12,83 % | 4         | 4         |
| Fuente: Junta Electoral de Castilla-La Mancha         |                                          |                      |         |         |           |           |

### Órganos de las Cortes

#### La Mesa
La Mesa es el órgano rector de las Cortes y actúa colegiadamente bajo la dirección y coordinación del Presidente, y en tal carácter representa a la Cámara en los actos a los que asiste. Está compuesta por el presidente, dos vicepresidentes y dos secretarios. La Mesa está regulada en los artículos 31 a 40 del Reglamento de la Cámara.
| Cargo                  | Titular                            | Partido   |
| ---------------------- | ---------------------------------- | --------- |
| Presidente             | Pablo Bellido Acevedo              | PSCM-PSOE |
| Vicepresidenta primera | Josefa Navarrete Pérez             | PSCM-PSOE |
| Vicepresidente segundo | Santiago Lucas-Torres López-Casero | PP-CLM    |
| Secretario primero     | Fernando Mora Rodríguez            | PSCM-PSOE |
| Secretaria segunda     | Tania María Andicoberry Esparcia   | PP-CLM    |

#### Grupos parlamentarios
Diecinueve Diputados pertenecientes al Grupo Parlamentario Socialista, diez Diputados al Grupo Parlamentario Popular y cuatro al Grupo Parlamentario Ciudadanos componen la representación ciudadana en las Cortes de Castilla-La Mancha, consecuencia de las Elecciones Autonómicas celebradas el 26 de mayo de 2019. Estos son, por consiguiente, los rostros y las señas de identidad de quienes los castellanomanchegos han elegido democráticamente como sus representantes en el Parlamento Autonómico.
La condición, derechos, prerrogativas y deberes de los Diputados Regionales están regulados en el Título II del Reglamento de la Cámara.
| Grupo                                | Grupo      | Integrantes                              | Portavoz       | Líder           | Escaños |
| ------------------------------------ | ---------- | ---------------------------------------- | -------------- | --------------- | ------- |
|                                      | Socialista | Partido Socialista de Castilla-La Mancha | Ana Abengózar  | Ángel Godoy     | 17      |
|                                      | Popular    | Partido Popular de Castilla-La Mancha    | Carolina Agudo | Francisco Núñez | 12      |
|                                      | Vox        | Vox                                      | Iván Sánchez   | David Moreno    | 4       |
| Fuente: Cortes de Castilla-La Mancha |            |                                          |                |                 |         |

#### La Junta de Portavoces
Los Portavoces de los Grupos Parlamentarios reunidos bajo la Presidencia del Presidente de las Cortes constituyen la Junta de Portavoces. Será oída para fijar los criterios que contribuyan a ordenar y facilitar los debates y trabajos de la Cámara; establecer el calendario de actividades de las Comisiones y del Pleno para cada período de sesiones, conocidas las previsiones del Consejo de Gobierno; fijar el número de miembros de cada Grupo Parlamentario y el de diputados «no adscritos» en las Comisiones, en proporción al número de diputados de cada Grupo; asignar los escaños en el salón de sesiones; fijar el orden del día de las sesiones del Pleno; decidir la Comisión competente para entender de los proyectos o proposiciones de ley.
La Junta de Portavoces está regulada en los artículos 41 a 44 del Reglamento de la Cámara.
| Cargo                                | Cargo                      | Titular                            | Lista     |
| ------------------------------------ | -------------------------- | ---------------------------------- | --------- |
| Presidente                           | Presidente                 | Pablo Bellido Acevedo              | PSCM-PSOE |
| Vicepresidenta primera               | Vicepresidenta primera     | Josefa Navarrete Pérez             | PSCM-PSOE |
| Vicepresidente segundo               | Vicepresidente segundo     | Santiago Lucas-Torres López-Casero | PP-CLM    |
| Secretario primero                   | Secretario primero         | Fernando Mora Rodríguez            | PSCM-PSOE |
| Secretaria segunda                   | Secretaria segunda         | Tania María Andicoberry Esparcia   | PP-CLM    |
| Portavoces titulares                 |                            |                                    |           |
|                                      | Portavoz del GP Socialista | Ana Isabel Abengózar Castill       | PSCM-PSOE |
|                                      | Portavoz del GP Popular    | Carolina Agudo Alonso              | PP-CLM    |
|                                      | Portavoz del GP Vox        | Iván Sánchez Serrano               | Vox       |
| Fuente: Cortes de Castilla-La Mancha |                            |                                    |           |

#### Las Comisiones
Las Comisiones son reuniones restringidas de 7 Diputados, en representación proporcional a la composición política de la Cámara, cuya finalidad es conocer los Proyectos, Proposiones o cualquier otro asunto que les encomiende la Mesa de las Cortes. El Reglamento establece tres Comisiones Permanentes de carácter obligatorio (Economía y Presupuestos, Asuntos Generales y Reglamento y Estatuto del Diputado) más las que la Mesa decida crear al comienzo de cada Legislatura.
Además, se pueden crear comisiones no permanentes para un trabajo concreto, se extinguen al finalizar dicho trabajo o al concluir la legislatura y pueden ser de investigación o estudio.
| Comisiones de las Cortes de Castilla-La Mancha    |                                |       |           |
| Comisión                                          | Presidencia                    | Grupo | Grupo     |
| Comisiones permanentes legislativas               |                                |       |           |
| Agricultura, Ganadería y Desarrollo Rural         | María Isabel Sánchez Cerro     |       | PSCM-PSOE |
| Asuntos Generales                                 | Fernando Mora Rodríguez        |       | PSCM-PSOE |
| Bienestar Social                                  | Francisco José Barato Perona   |       | PSCM-PSOE |
| Desarrollo Sostenible                             | Antonio Sánchez Requena        |       | PSCM-PSOE |
| Economía y Presupuestos                           | María Dolores Merino Chacón    |       | PP-CLM    |
| Economía, Empresas y Empleo                       | Paloma Jiménez Gómez           |       | PSCM-PSOE |
| Educación, Cultura y Deporte                      | María del Rosario García Saco  |       | PSCM-PSOE |
| Fomento                                           | Pablo Camacho Fernández-Medina |       | PSCM-PSOE |
| Igualdad                                          | María Jesús Merino Poyo        |       | PSCM-PSOE |
| Reglamento y Estatuto del Diputado                | Pablo Bellido Acevedo          |       | PSCM-PSOE |
| Sanidad                                           | José Antonio Contreras Nieves  |       | PSCM-PSOE |
| Comisiones permanentes no legislativas            |                                |       |           |
| Control de Radio Televisión de Castilla-La Mancha | María Paloma Sánchez Garrido   |       | PSCM-PSOE |
| Peticiones y Participación Ciudadana              | Josefa Navarrete Pérez         |       | PSCM-PSOE |
| Políticas Integrales de la Discapacidad           | Antonio Sánchez Requena        |       | PSCM-PSOE |

## Reparto histórico de diputados
Históricamente, el PSOE fue siempre el partido mayoritario en cuanto a número de escaños desde las primeras elecciones en 1983 hasta 2011, fecha en la que el Partido Popular lo superó en escaños y votos. Aparte de socialistas y populares, también han obtenido diputados en alguna legislatura IU, CDS, Podemos y Ciudadanos-Partido de la Ciudadanía.
En las elecciones de 2011, el PSOE obtuvo 24 diputados y el PP 25, obteniendo por tanto este último la mayoría absoluta. La candidata popular, María Dolores de Cospedal, fue elegida Presidenta de la Junta de Comunidades, tomando posesión de su cargo el 21 de junio de 2011. Tras las últimas elecciones en 2015, el PP siguió siendo el partido más votado y con más escaños en las Cortes de Castilla-La Mancha, pero por primera vez en la historia del parlamentarismo castellanomanchego, la primera fuerza no obtiene mayoría absoluta.
En las elecciones del 26 de mayo de 2019, el PSOE recupera la mayoría absoluta al obtener 19 de los 33 diputados en juego, mientras que el PP se queda con 10 y por primera vez entra Ciudadanos-Partido de la Ciudadanía con 4.
Repartos de escaños
| Candidatura | Candidatura | Cita electoral | Cita electoral | Cita electoral | Cita electoral | Cita electoral | Cita electoral | Cita electoral | Cita electoral | Cita electoral | Cita electoral | Cita electoral |
| Candidatura | Candidatura | 1983           | 1987           | 1991           | 1995           | 1999           | 2003           | 2007           | 2011           | 2015           | 2019           | 2023           |
| ----------- | ----------- | -------------- | -------------- | -------------- | -------------- | -------------- | -------------- | -------------- | -------------- | -------------- | -------------- | -------------- |
|             | PSOE        | 23             | 25             | 27             | 24             |                | 29             | 26             | 24             | 15             | 19             | 17             |
|             | PSOE-P      |                |                |                |                | 26             |                |                |                |                |                |                |
|             | AP-PDP-UL   | 21             |                |                |                |                |                |                |                |                |                |                |
|             | AP          |                | 18             |                |                |                |                |                |                |                |                |                |
|             | PP          |                |                | 19             | 22             | 21             | 18             | 21             | 25             | 16             | 10             | 12             |
|             | Ciudadanos  |                |                |                |                |                |                |                |                |                | 4              |                |
|             | CDS         |                | 4              |                |                |                |                |                |                |                |                |                |
|             | IU          |                |                | 1              | 1              |                |                |                |                |                |                |                |
|             | Podemos     |                |                |                |                |                |                |                |                | 2              |                |                |
|             | Vox         |                |                |                |                |                |                |                |                |                |                | 4              |
| Total       | Total       | 44             | 47             | 47             | 47             | 47             | 47             | 47             | 49             | 33             | 33             | 33             |

## Senadores designados por las Cortes de Castilla-La Mancha
Una de las funciones que desempeñan las Cortes de Castilla-La Mancha es la designación de los senadores y senadoras que deben representar a Castilla-La Mancha, conforme a lo previsto en la Constitución y en la forma que determine la Ley de Designación de Senadores en representación de Castilla-La Mancha.
La designación de los senadores castellanomanchegos se produjo el día 31 de agosto de 2023 en las Cortes de Castilla-La Mancha. Así, se eligieron a dos representantes del PSCM-PSOE y uno del PP-CLM. Por lo tanto, la lista de senadores designados por las Cortes de Castilla-La Mancha quedó de la siguiente forma:
| Partido                         | Partido   | Senadores                      | Fecha inicio            |
| ------------------------------- | --------- | ------------------------------ | ----------------------- |
|                                 | PSCM-PSOE | Juan Ramón Amores García       | 1 de septiembre de 2023 |
| María del Pilar Zamora Bastante | PSCM-PSOE | 1 de septiembre de 2023        |                         |
|                                 | PP-CLM    | Miguel Ángel de la Rosa Martín | 1 de septiembre de 2023 |

## Imágenes

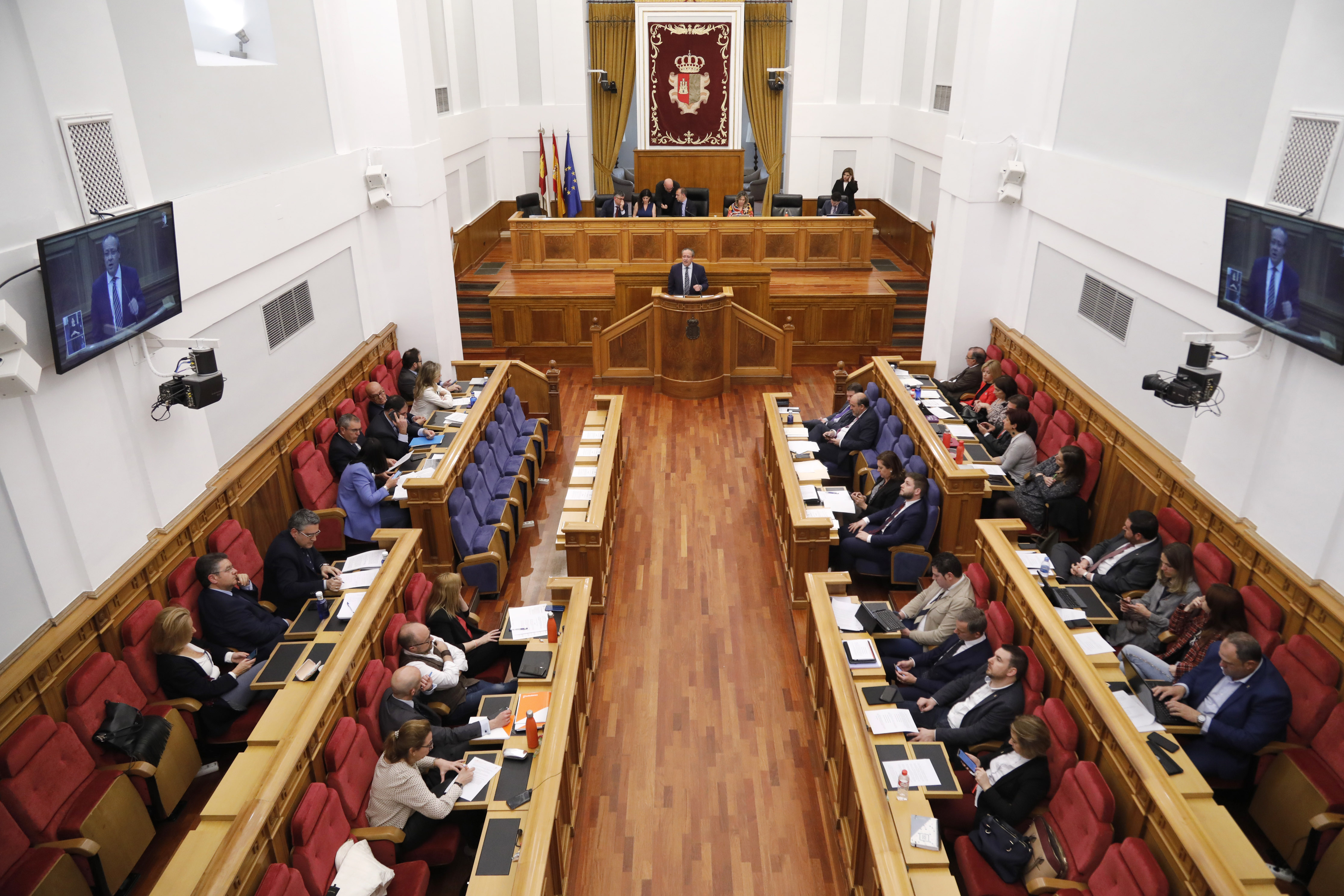
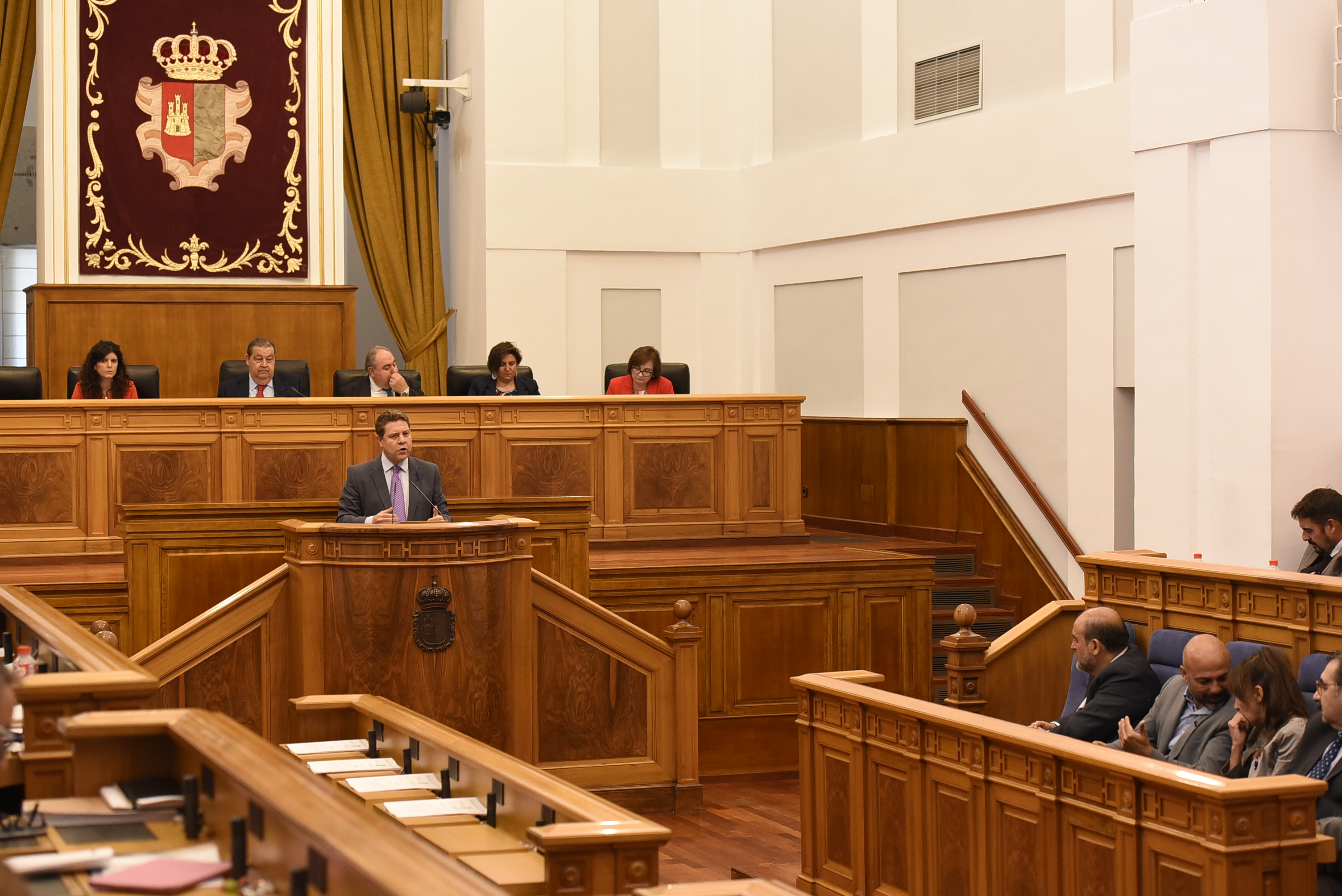
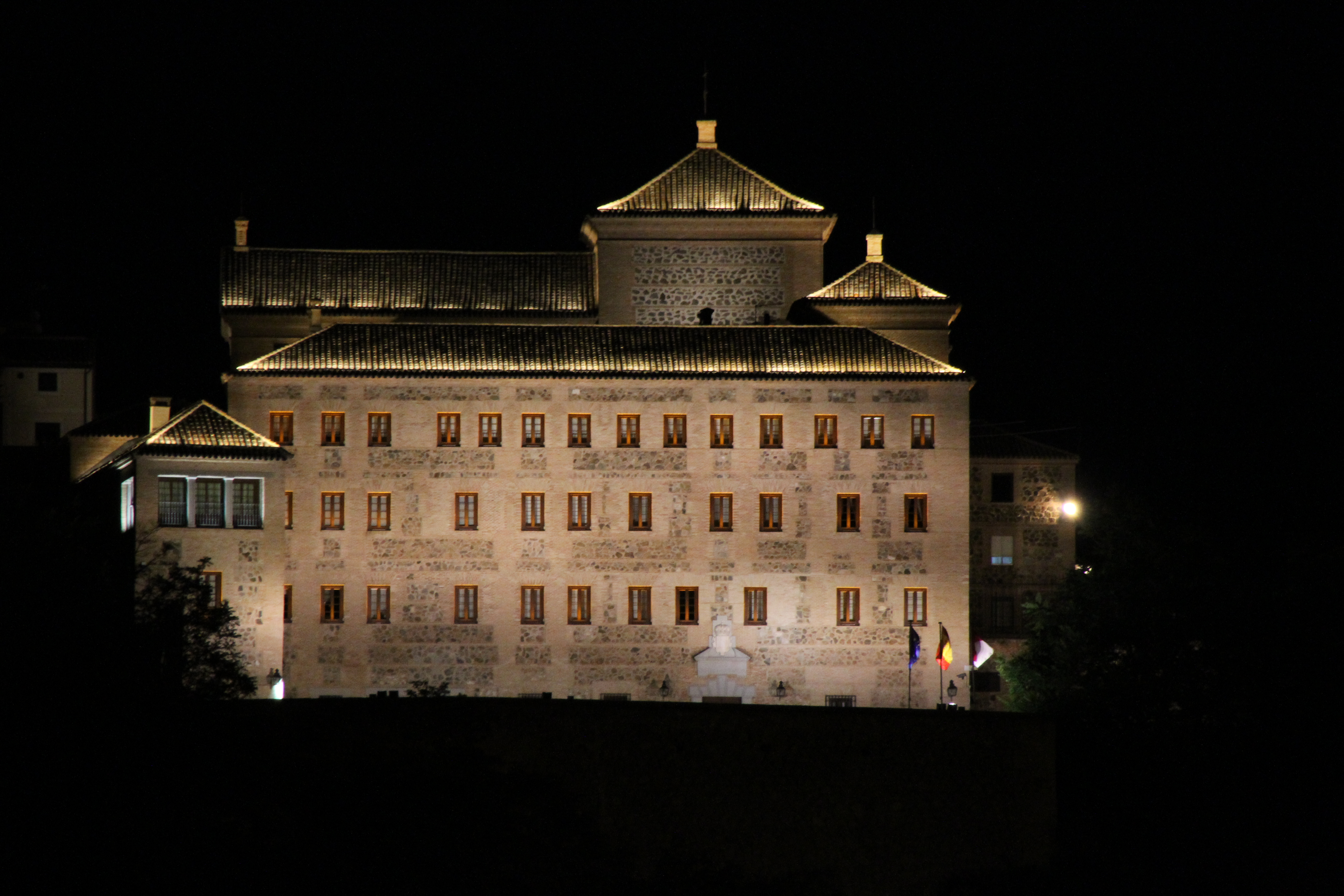
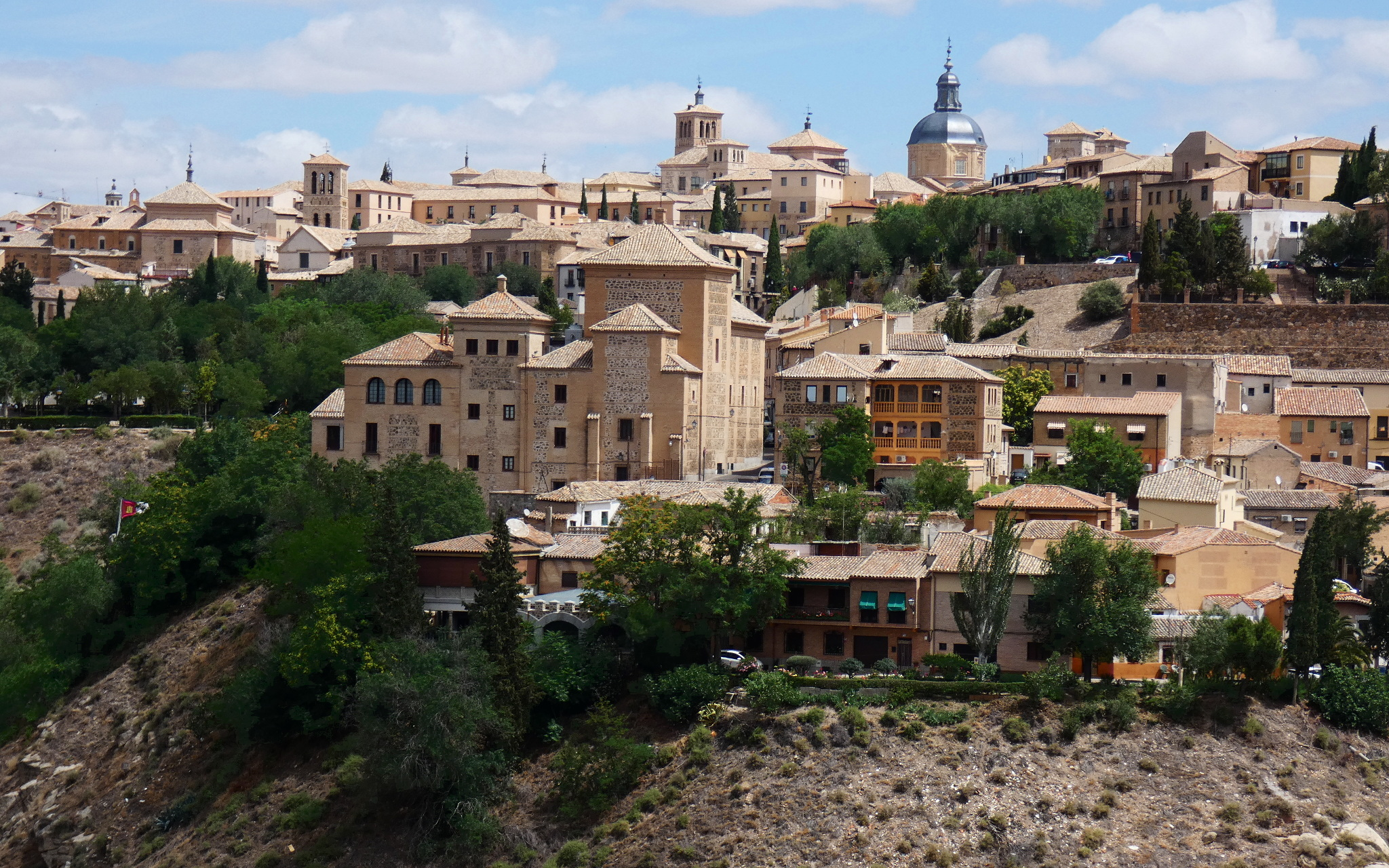
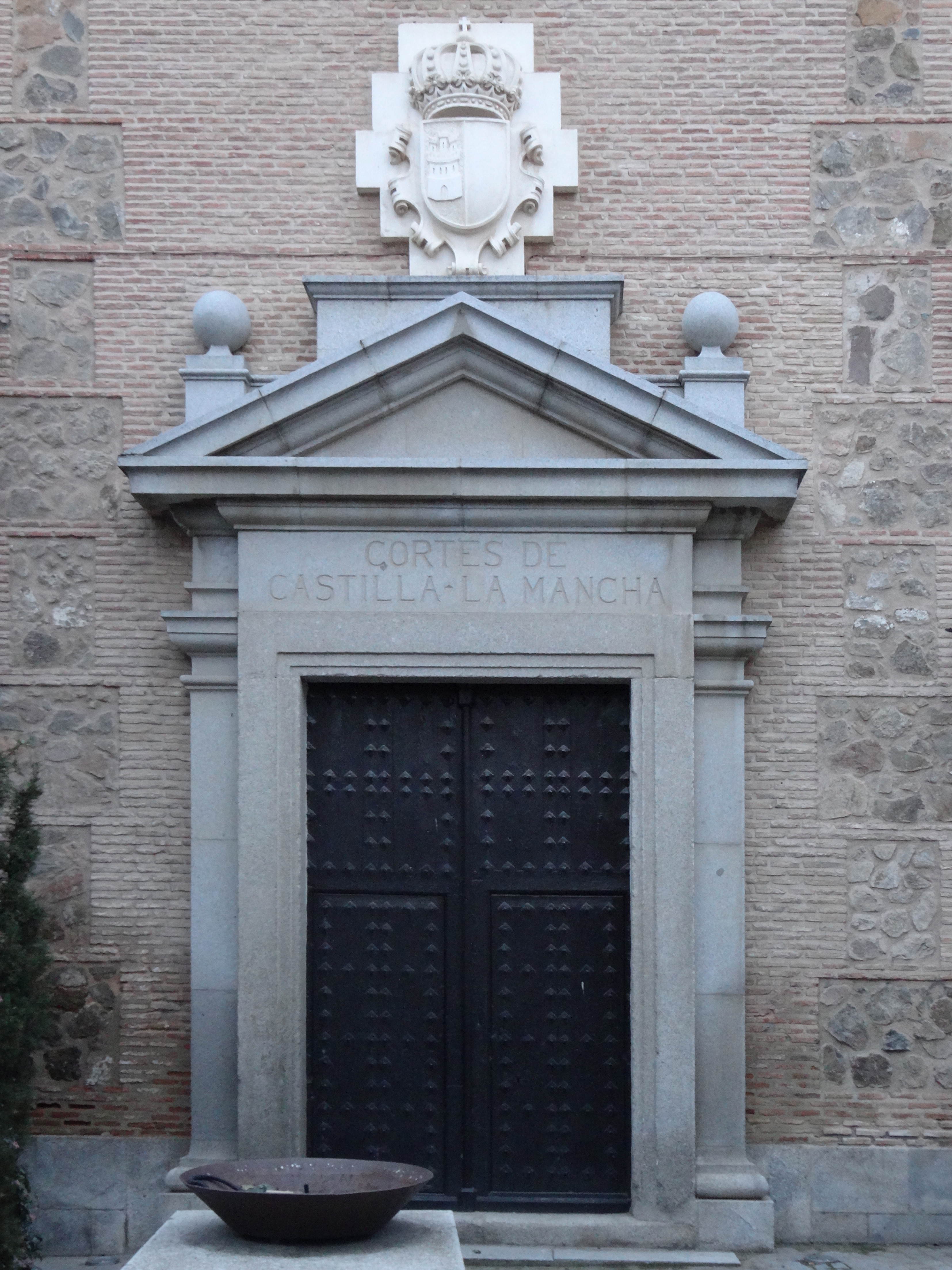
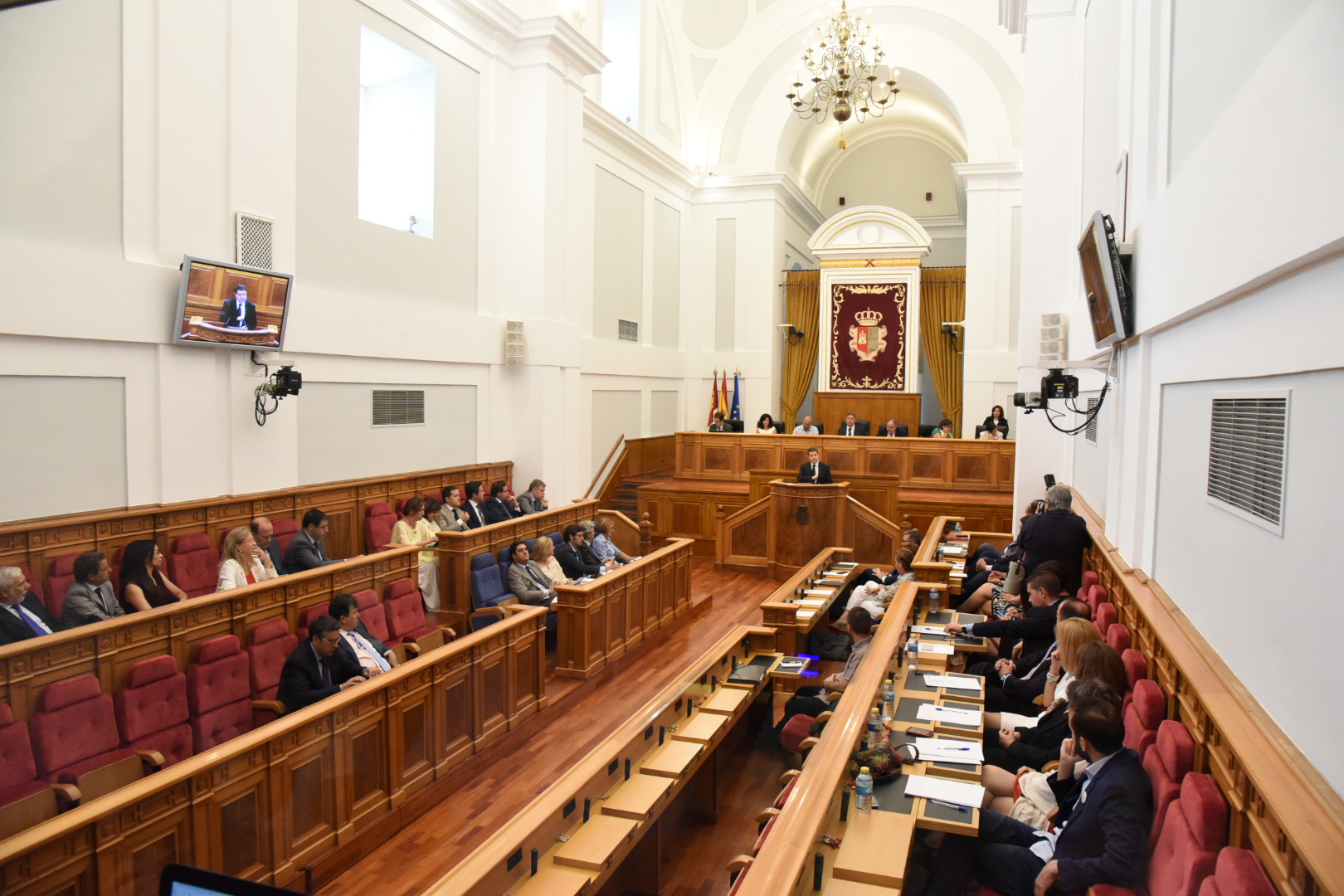
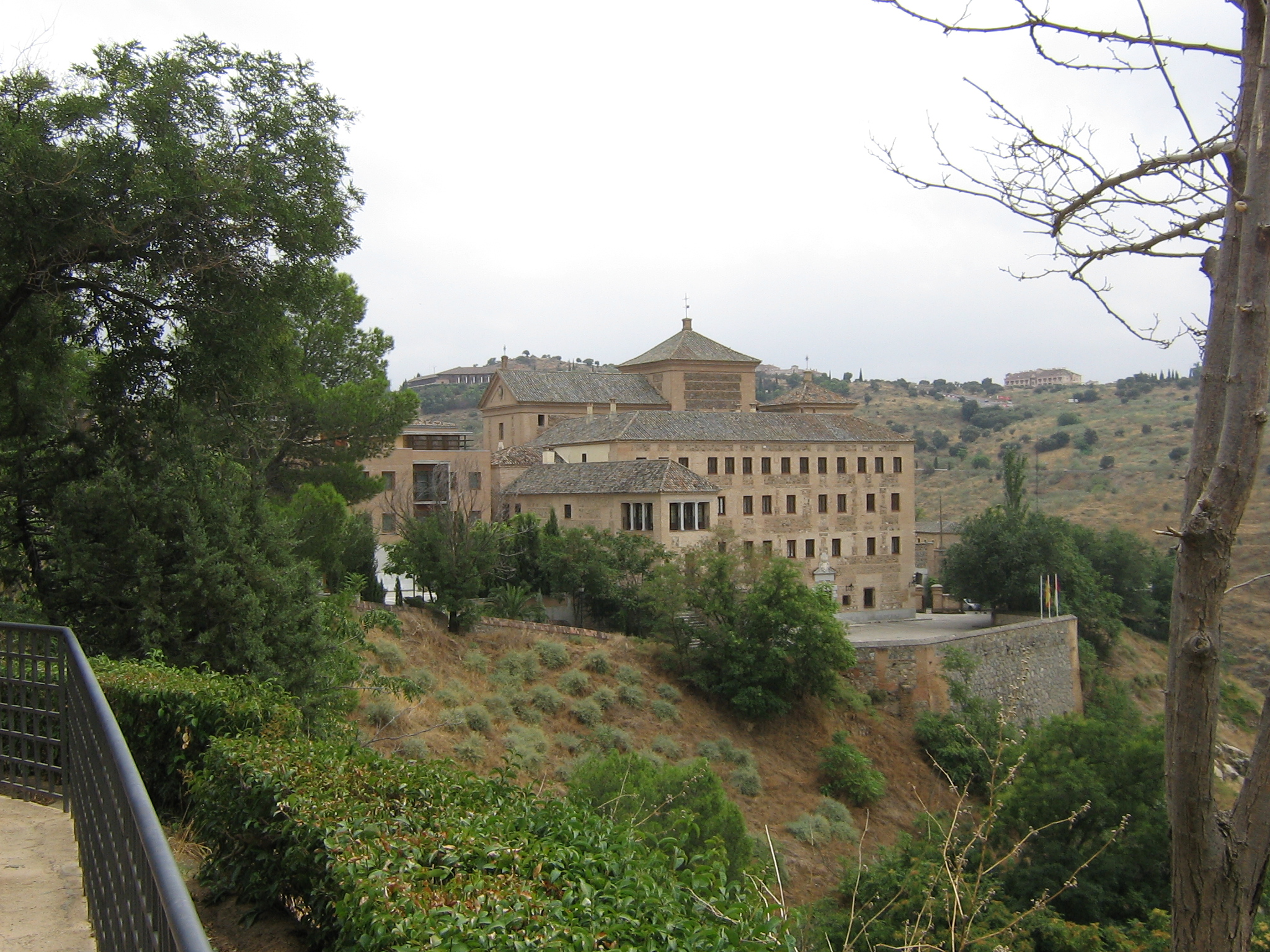